# Elizabeth Otto
Elizabeth Otto (* 1970 in Mount Kisco) ist eine US-amerikanische Kunsthistorikerin, Universitätsprofessorin und Sachbuchautorin. Sie erforscht unter anderem den künstlerischen Werdegang der Frauen am Bauhaus.

## Leben
Elizabeth Otto studierte Kunstgeschichte am Oberlin College (Abschluss: Bachelor of Arts) und an der Queen’s University (Abschluss: Master of Arts). Ihre wissenschaftliche Ausbildung zur Kulturhistorikerin beendete Elizabeth Otto 2003 an der University of Michigan mit der Dissertation über Fotomontage und Kulturkritik in der Weimarer Republik.
Elizabeth Otto beschäftigte sich in der Folgezeit mit der europäischen und US-amerikanischen Kunst vom 19. Jahrhundert bis zur Gegenwart sowie mit der Geschichte der Fotografie, des Films und der Medienkultur. Sie spezialisierte sich im Rahmen ihrer Forschung thematisch auf das Wirken von Frauen am Bauhaus. In zahlreichen Publikationen beleuchtete sie die Biografien der Bauhaus-Künstlerinnen, insbesondere von Marianne Brandt.
Als Direktorin leitet sie das Humanities Institute, sie ist als Professorin für Moderne und Zeitgenössische Kunstgeschichte und Visual Studies an der University at Buffalo tätig. In Deutschland beschäftigte sie sich zeitweilig als Gastdozentin, unter anderem am Center for Advanced Studies der Universität München mit der Exilforschung. Anlässlich des 100. Geburtstages des Bauhauses nimmt sie als Referentin an Fachkolloquien teil und veröffentlichte 2019 einige Publikationen, unter anderem begleitend zur Ausstellung 4 Bauhausmädels am Angermuseum in Erfurt.

## Veröffentlichungen (Auswahl)
- Marie Laurencin and the gendering of Cubism, 1904-1914. Diplomarbeit, 1997.
- Figuring gender: photomontage and cultural critique in Germany's Weimar Republic. Philophische Dissertation, University of Michigan, 2003,
- Tempo, Tempo! Bauhaus-Photomontagen von Marianne Brandt. Jovis, Berlin 2005, ISBN 978-3-936314-55-7.
- The New Woman International: Representations in Photography and Film from the 1870s through the 1960s, (Hrsg., mit Vanessa Rocco), 2011
- „Der Berg ruft“: Landschaften des Exils in Marianne Brandts Malerei und Fotografie in der Zeit des Nationalsozialismus, 2012
- Passages of Exile, (Hrsg., mit Burcu Dogramaci), 2017,
- Bauhaus Bodies: Gender, Sexuality, and Body Culture in Modernism's Legendary Art School, 2019 (Hrsg., mit Patrick Rösler)
- 4 „Bauhausmädels“: Gertrud Arndt. Marianne Brandt. Margarete Heymann. Margaretha Reichardt, 2019 (Hrsg., mit Kai Uwe Schierz, Patrick Rösler, Miriam Krautwurst), ISBN 978-3-95498-459-6.
- Bauhaus women: a global perspective, 2019 (mit Patrick Rösler)
- Frauen am Bauhaus: Wegweisende Künstlerinnen der Moderne, 2019 (mit Patrick Rösler, Birgit van der Avoort), ISBN 978-3-95728-230-9.
- Art and resistance in Germany, 2019 (Hrsg., mit Deborah Ascher Barnstone)
- Haunted Bauhaus. Occult Spirituality, Gender Fluidity, Queer Identities, and Radical Politics, 2019